# Yawelmani
Le yawelmani est une langue amérindienne de la famille des langues yokuts parlée aux États-Unis, dans sud de la Californie.

## Phonologie
Les tableaux présentent les phonèmes du yawelmani, les voyelles et les consonnes.

### Voyelles
|         | Antérieure    | Centrale      | Postérieure   |
| ------- | ------------- | ------------- | ------------- |
| Fermée  | i [i] iˑ [iː] |               | u [u] uˑ [uː] |
| Moyenne | e [e] eˑ [eː] |               | o [o] oˑ [oː] |
| Ouverte |               | a [a] aˑ [aː] |               |

### Consonnes
|               |            | Bilabiale | Dentale  | Rétroflexe | Palatale | Vélaire | Glottale |
| ------------- | ---------- | --------- | -------- | ---------- | -------- | ------- | -------- |
| Occlusives    | Sourdes    | p [p]     | t [t]    | ṭ [ʈ]      |          | k [k]   |          |
| Occlusives    | Aspirées   | ph [pʰ]   | th [tʰ]  | ṭh [ʈʰ]    |          | kh [kʰ] |          |
| Occlusives    | Glottales  | pʼ [pʼ]   | tʼ [tʼ]  | ṭʼ [ʈʼ]    |          | kʼ [kʼ] | ʔ [ʔ]    |
| Fricatives    | Fricatives |           | s [s]    | ṣ [ʂ]      |          | x [x]   | h [h]    |
| Affriquées    | Sourdes    |           | c [t͡s]   |            |          |         |          |
| Affriquées    | Aspirées   |           | ch [t͡sʰ] |            |          |         |          |
| Affriquées    | Glottales  |           | cʼ [t͡sʼ] |            |          |         |          |
| Nasales       | Simples    | m [m]     | n [n]    |            |          |         |          |
| Nasales       | Glottales  | mʼ [mʼ]   | nʼ [nʼ]  |            |          |         |          |
| Liquides      | Simples    |           | l [l]    |            |          |         |          |
| Liquides      | Glottales  |           | lʼ [lʼ]  |            |          |         |          |
| Semi-voyelles | Simples    | w [w]     |          |            | y [j]    |         |          |
| Semi-voyelles | Glottales  | wʼ [wʼ]   |          |            | yʼ [jʼ]  |         |          |

## Grammaire

### Syntaxe
Exemple de phrase en yawelmani, extraite d'un mythe de Création recueilli par Stanley Newman:
- xoʔxoˑhin hiyaˑmi ṣoˑpʰin hon ʔilk’aw c’apxaw
- Il y avait il y a longtemps trois œufs eau-dans nid-dans
- ʔaman xoʔxoˑhin ʔamaʔaman tapʰ c’alwishin.
- Ils vivaient et ils se couvaient eux-mêmes.